# Piz Máler
Der Piz Máler (2790 m ü. M.) ist ein Berg im östlichen Gotthardmassiv und liegt im Kanton Graubünden in der Schweiz.

## Lage
Der Piz Máler  bildet zusammen mit dem etwas über fünf Kilometer westlich liegenden Badus (2928 m ü. M.) und dem Piz Giuv auf der gegenüberliegenden Talseite die Umrahmung des obersten Vorderrheintals (Surselva) wenig unterhalb des Oberalppasses. Der Piz Máler bildet den nördlichen Endpunkt einer Seitenkette, die beim Piz Blas (3019 m ü. M.) nördlich vom die Kantonsgrenze zum Tessin bildenden Kamm abzweigt. Dieser Kamm wird auf beiden Seiten von tief eingeschnittenen Tälern eingerahmt, im Westen vom Val Curnera mit dem Lai da Curnera, im Osten vom Val Nalps mit dem Lai da Nalps.
Die südlichen Nachbarn des Piz Máler in diesem Kamm sind Piz Ner (2762 m ü. M.) und Piz Paradis (2884 m ü. M.), von denen der Piz Máler durch die Fuorcla da Tuma (2580 m ü. M.) getrennt ist.

## Routen
Der Piz Máler ist vor allem als Skitourenziel bekannt. Aufgestiegen wird dabei meist über den nicht allzu steilen Nordostrücken. Ausgangspunkt ist üblicherweise der wenig südlich von Sedrun gelegene Weiler Surrein (1380 m ü. M.). Gegebenenfalls kann durch Nutzung der Seilbahn zum östlich des Berges liegenden Lai da Nalps der Anstieg verkürzt werden. Die Abfahrt kann abhängig von den Verhältnissen auch durch die steile Nordseite des Berges erfolgen.